# Pierre-Alain Biget
Pierre-Alain Biget est un flûtiste concertiste, chef d'orchestre et pédagogue français né le 20 juin 1944 à Sainte-Catherine (Pas-de-Calais) et mort le 4 mars 2014 à Olivet (Loiret).
Il commence ses études musicales à l'École de Musique de Boulogne sur Mer dirigé par Jacques Veyrier. Premier prix du Conservatoire national supérieur de musique et de danse de Paris en flûte comme en musique de chambre. Il parcourt le monde avec le Quatuor Arcadie, quatuor de flûtes dont il est cofondateur et première flûte, et l’Orchestre de chambre Paul Kuentz avec lequel il joue en soliste dans de nombreux concertos.
Titulaire des Certificats d’Aptitude à l’enseignement de la flûte et de la musique de chambre, il est nommé en 1978 à l’ENM d’Orléans. Dès 1980 il y commence une carrière de chef d'orchestre et devient vite un des principaux animateurs de la vie musicale orléanaise. Avec l’Orchestre d’Orléans et le Chœur symphonique de cette ville, il aborde le grand répertoire des symphonies, oratorios et opéras, mais il créera et animera aussi l’Ensemble Instrumental d’Orléans, le Jeune Orchestre de Chambre d’Orléans et l’Harmonie de Chambre d’Orléans.
Il sera aussi à l’origine de manifestations comme l'« Intégrale chronologique Stravinsky » en 1987, « Orléans aime Janáček » en 1988 avec Pascal Dusapin ou le festival « Bach à Saint-Donatien » dans les années 1990.
Pendant plusieurs années sa carrière connaît un nouveau développement à la tête de l’O.F.F. (Orchestre de Flûtes Français), formation d’un genre nouveau, réunissant 24 à 40 flûtistes et pratiquement sans équivalent actuellement en Europe.